# Yitzhak Kahane
Pour les articles homonymes, voir Kahane.
Yitzhak Kahane, né le 15 novembre 1913 à Brody et mort le 24 avril 1985, est un juriste israélien, président de la Cour suprême d'Israël de 1982 à 1983.

## Biographie
Né à Brody en Galicie, alors dans l'empire d'Autriche, Kahane étudie le droit et l'économie à l'université de Lviv avant d'émigrer en Palestine en 1935.
Nommé juge à la Cour suprême d'Israël en 1970, il en devient président en 1982, en succédant à Moshe Landau. Atteint par la limite d'âge, il quitte ses fonctions en novembre 1983.
Il dirige la commission d'enquête israélienne, connue sous le nom de commission Kahane, pour établir les événements qui se sont déroulés dans les camps de réfugiés de Sabra et Chatila, près de Beyrouth, après les massacres perpétrés en septembre 1982 perpétrés par des éléments des Phalanges libanaises chrétiennes sous le commandement d'Elie Hobeika alors que l'armée israélienne encerclait ces camps.